# Uncial 062
Uncial 062 (numeração de Gregory-Aland) é um manuscrito uncial grego do Novo Testamento. A paleografia data o codex para o século 5.

## Descoberta
Codex contém o texto do Epístola aos Gálatas (4,15-5,14), em 1 folha de pergaminho (22 x 18,5 cm). O texto está escrito com duas colunas por página, contendo 33 linhas cada.
O texto grego desse códice é um representante do misturou o texto. Aland colocou-o na Categoria III.
Ele é um palimpsesto, o texto superior está em árabe.
Ele foi mantido em Qubbat al-Khazna (Ms. E 7332) in Damasco.

## Literatura
- W. H. P. Hatch, ''An Uncial Fragment of the Gospels, HTR 23 (1930), pp. 149-152.